# Dicranomyia (Caenoglochina) pugnax
Dicranomyia (Caenoglochina) pugnax is een tweevleugelige uit de familie steltmuggen (Limoniidae). De soort komt voor in het Neotropisch gebied.